# Леси се враћа кући
Леси се враћа кући (енгл. Lassie Come-Home) је најпознатији роман енглеског писца Ерика Најта који говори о псу Лесију, шкотском овчару, који прелази много километара да би се поново срео са дечаком којег воли. Аутор Ерик Најт упознао је читалачку публику са псећим ликом Леси у причи објављеној 17. децембра 1938. године у часопису The Saturday Evening Post , причи коју је касније проширио на роман и објавио га 1940. године са критичким и комерцијалним успехом. Године 1943. роман је адаптиран за играни филм Метро-Голдвин-Маиер-а Леси се враћа кући у главној улози са Родијем Макдауалом у улози дечака Џоа Караклоа, Пала у улози Леси, и Елизабет Тејлор. Филм је уврштен у Национални филмски регистар. Римејк Леси се враћа кући, под називом Леси, снимљен је 2005. године.

## Цртица у наслову
Цртица у оригиналном наслову је и придев који се односи на Лесину сврху као пса који се мора вратити кући и то је име дато псу у последњем поглављу  где дечак псу каже: "Донели сте нам срећу. Јер си ти дом. Ти си моја Леси Чувар-кућа. Леси Чувар-кућа. То је твоје име! Леси Чувар-кућа". У другом делу књиге, цинични лик лажно оптужује породицу Каракло да обучава такве псе за превару: "Знам све о вашим псима који долазе кући. Обучите их да се ослободе и трче одмах кад се продају, па их онда можете продати неком другом."  Филмске адаптације романа не укључују цртицу.

## Радња
Радња романа се догађа почетком XX века у Енглеској, у Шкотској, док фабуларни ток прати две драме - једну људску и једну анималну.
Јоркшир је област у Енглеској, надалеко познат по људима који су умели да воле и гаје добре псе, али становници Гриналд Гриџа били су сигурни да није постојао лепши, паметнији и оданији пас од Леси.
Роман почиње упознавањем с ликовима. Дечак Џо потиче из сиромашне породице, а најбоља другарица му је женка шкотског овчара Леси, која га сваки дан чека испред школе како би га отпратила кући. Леси је чекала Џоа испред школе тачно у 15:55. Становници Гринал Бриџа могли су према њој да намештају сат. Њих двоје дане проводе у игри и радости, све док једнога дана, због недостатка новца, дечаков отац Сем мора да прода Леси богатом војводи од Радлинга.
Џо је тужан, а Леси још и више и никако се не може навикнути на своју нову породицу, војводу, његову унуку Присилу и окрутног слугу Хајнеса. Леси је неколико пута успела побећи и дочекати Џоа испред школе. Дечак јој се сваки пут јако радовао, али његови мајка и отац нису делили његову срећу. Војвода Радлинг сваки би пут дошао по њу. Ни гвоздена жица којом је војвода оградио њено станиште, Леси није спречила да побегне.
Сав тај труд је био узалудан. Војвода је послао Леси на изложбу паса у Шкотску где је због великих хладноћа и начина на који је окрутни слуга поступао с њом била још несрећнија него у Јоркширу. Војвода и Присила били су јако љути кад су сазнали како Хајнес третира Леси и наредили су му да је сваки дан шета. Једног се дана Леси успела отргнути слуги Хајнесу током шетње те се упутила на југ, натраг кући. Желела је дочекати Џоа након школе. На путу је прошла много тога, снашле су је бројне невоље, променила је неколико власника и упознала целу државу, да би на крају уморна, мршава, малаксала, али срећна, дочекала дечака испред школе.
Сав срећан Џо ју је донео кући где су се побринули за њу. Нису могли да верују да је Леси прошла 400 км како би се вратила кући. Након Лесиног повратка, код дечакових родитеља дошао је војвода који се на наговор своје унуке претварао да не препознаје Леси. Дечак и његова породица били су пресрећни што је Леси поново с њима, али нису ни слутили кроз шта је све тај верни пас прошао само да би се вратио вољеном другу.
Има тврдњи да је Најт у причу о пријатељству пса и дечака пројектовао доживљаје из свог детињства.

## Ликови
- Џо Каракло — добродушан и скроман дечак који је дане проводио у игри са својом најбољом другарицом Леси док није продата.
- Сем Каракло — строг, али праведан човек. Бивши рудар и најбољи тренер паса у Јоркширу. Верује да се из сиромаштва може извући радом и највише цени поштење.
- Леси — шкотска овчарка Сема Караклоа. Верна и одана, дисциплинована и елегантна, али пре свега пуна љубави према дечаку.
- Војвода од Радлинга — стар и чангризав човек којег може да орасположи само његова унука Присила. Три године се борио да добије Леси, али је на крају ипак пустио да остане с власницима које воли.
- Присила — унука Војводе од Радлинга.
- Хајнес — слуга Војводе од Радлинга.[6]

## Пријем
Књига Леси се враћа кући је 1943. године освојила награду Young Reader's Choice Award.